# Трощинський Іван Юхимович
Іван Юхимович Трощинський (1783, Яреськи — 1832, Верхня Тишанка) — військовий діяч Російської імперії доби Наполеонівських війн, видатний гусарський командир, генерал-лейтенант (з 1826 року). За походженням — український шляхтич.

## Походження
Народився у 1783 році у містечку Яреськи Миргородського повіту Київського намісництва — через два роки після анексії Гетьманщини Російською імперією, — у родині колишнього козака Яреськівської сотні Миргородського полку Юхима Дем'яновича Трощинського.
Рід Трощинських (Трущинських) гербу Шеліга (зміненого) походив із білоцерківської замкової шляхти Київського воєводства, що перейшла на бік Богдана Хмельницького. Прапрадід Івана Трощинського — гадяцький полковник Степан Трощинський, племінник Івана Мазепи, як прибічник гетьмана заарештований московитами, помер у в'язниці у 1709 році. Дід Дем'ян Андрійович разом із братами переселився з Гадяча на територію Миргородського полку.

## Життєпис
Отримав добру загальну освіту. У 1799 році розпочав цивільну службу в Петербурзі — перекладачем при Колегії закордонних справ. Вже у 1801 році перевівся на військову службу поручником у лейб-гвардії Гусарський полк.
Взяв участь у битвах Війн третьої та четвертої коаліцій. На чолі гусарського ескадрону воював під Аустерліцом, Гуттштадтом, Гейльсбергом. Відзначився успішними діями у невдалій для російської армії битві під Фрідландом у 1807 році, де дістав поранення. У 1808 році за це був нагороджений Орденом Святого Георгія 4-го класу з таким формулюванням:
| У винагороду за чудові мужність та хоробрість, виявлені в битві проти французьких військ 2 червня при Фрідланді, куди був напередодні відряджений з ескадроном для витіснення неприятеля з села: мужньо атакував його і положив багатьох на місці, а решту вигнав. Другого ж дня, діставши від ядра велику контузію в бік, не залишив свого місця до останнього виснаження сил. |
У серпні 1809 року отримав звання полковника. Того ж року брав участь у поході російського війська в Галичину.
На початку французько-російської війни 1812 року очолив окремий загін із гусарів лейб-гвардійського полку, що діяв у складі 2-ї бригади 1-го резервного кавалерійського корпусу. У червні-липні вів ар'єргардні бої проти французької армії в Литві. 17 червня взяв участь у бою під Вількомиром, де один російський кавалерійський і два піхотні полки стримали натиск французької дивізії генерала Себастьяні. У липні гусари Трощинського відбивали атаки французького авангарду маршала Мюрата під Вітебськом, Островно та Куковячино. За ці бої Трощинський згодом був відзначений Орденом Святого Володимира 3-го класу.
У Бородінській битві на чолі гусарського загону здійснив рейд у тил французької армії, діставши при цьому кульове поранення в груди навиліт. За цей подвиг був нагороджений Орденом Святої Анни 2-го класу. Довго відновлювався після поранення. Повернувся в стрій навесні 1813 року.
Під час Війни шостої коаліції командував гусарським полком. У квітні 1813 року у битві при Лютцені був поранений в ногу. Воював під Бауценом, Дрезденом, Кульмом, Лейпцигом. Був відзначений Кульмським хрестом. На початку 1814 року отримав звання генерал-майора, також став шефом Лубенського гусарського полку. У 1814 році брав участь у боях під Магдебургом і облозі Гамбурга.
Після війни був переведений з гусарів в улани. У 1815 році став командиром 2-ї бригади 2-ї уланської дивізії, у 1818 році — заступником командира Української уланської дивізії. У 1823 році сам очолив дивізію, що дислокувалась у Новомиргороді. Активно займався організацією військових поселень на території Херсонської губернії.
22 серпня 1826 року отримав звання генерал-лейтенанта та був нагороджений Орденом Святого Володимира 2-го ступеня за «наполегливість і турботливість в облаштуванні округів». 18 січня 1828 року звільнений з військової служби у зв'язку з погіршенням здоров'я через старі рани. За службу отримав у спадкове володіння землі у Верхньотишанській волості Бобровського повіту Воронезької губернії з майже трьома тисячами душ кріпаків. Помер у своєму маєтку в 1832 році, не залишивши нащадків.

## Портрет
Портрет Івана Трощинського, написаний англійським художником Джорджем Доу, розміщений у Військовій галереї Зимового палацу в Санкт-Петербурзі. Портрет був створений у березні 1825 року, коли Трощинський командував Українською уланською дивізією. Художник зобразив тоді генерал-майора у генеральському доломані Лубенського гусарського полку з ментиком, накинутим на плече.